# 카를 융의 작품집
카를 융(칼 융)의 작품집(The Collected Works of C. G. Jung) 또는 칼 융의 저작물모음집은 칼 융의 저작물 집합의 책 시리즈이다. 보통 'CW숫자'로 언급하기도 한다.

## 2개의 판본
미국 프린스턴 대학 출판부는 이 책들을 볼링겐(Bollingen) 시리즈 책들의 일부로 미국에서 출판했다. 라우틀리지(Routrage & Kegan Paul)은 그것들을 영국에서 독립적으로 출판했다. 일반적으로 프린스턴 판은 캐나다를 제외하고 영연방에서는 판매할 수 없으며, 미국에서는 라우틀리지 판은 판매할 수 없다. 프린스턴 시리즈와 라우틀리지 시리즈 간의 출판 날짜에는 적지 않은 차이가 있을 뿐만 아니라, 판 번호와 타이틀의 스타일에도 약간의 차이가 있다.  다양한 하드백(hardback) 및 페이퍼백(paperback) 버전과 함께, 각각 자체 ISBN이 있는 두 출판사에서 이용할 수 있는 일부 전자책도 있다. 이 글은 프린스턴 대학 출판부의 카탈로그에서 하드백 볼륨의 날짜와 제목을 참고했으며, 페이퍼백과 전자책 버전도 포함한다. 라우틀리지 시리즈에 대한 정보는 자체 카탈로그를 참고해서 찾을 수 있겠다.

## 볼륨
볼륨 I(Volume 1) – 심리학 연구(Psychiatric Studies 1970)
,볼륨 II(Volume 2) – 실험 연구(Experimental Researches 1973)
,볼륨 III(Volume 3) – 정신질환의 심인적증상발생(Psychogenesis of Mental Disease 1960)
,볼륨 IV(Volume 4) – 프로이트와 정신분석(Freud & Psychoanalysis 1961)
,볼륨 V(Volume 5) – 변형의 상징(Symbols of Transformation 1967) - 무의식의 심리학 수정증보판(a revision of Psychology of the Unconscious 1912)
,볼륨 VI(Volume 6) – 심리 유형(Psychological Types 1971)
,볼륨 VII(Volume 7) –  분석심리학에대한 두편의 에세이(Two Essays on Analytical Psychology 1967)
,볼륨 VIII(Volume 8) – 정신의 역동성과 구조(Structure & Dynamics of the Psyche 1969)
,볼륨 IX(Volume 9) (Part 1) – 원형 그리고 집단무의식(Archetypes and the Collective Unconscious 1969)
,볼륨 IX(Volume 9) (Part 2) – (Aion: Researches into the Phenomenology of the Self 1969)
,볼륨 X(Volume 10) – (Civilization in Transition 1970)
,볼륨 XI(Volume 11) – (Psychology and Religion: West and East 1970)
,볼륨 XII(Volume 12) – (Psychology and Alchemy 1968)
,볼륨 XIII(Volume 13) – (Alchemical Studies 1968)
,볼륨 XIV(Volume 14) – (Mysterium Coniunctionis 1970)
,볼륨 XV(Volume 15) – (Spirit in Man, Art, and Literature 1966)
,볼륨 XVI(Volume 16) – (Practice of Psychotherapy 1966)
,볼륨 XVII(Volume 17) – (Development of Personality 1954)
,볼륨 XVIII(Volume 18) – (The Symbolic Life 1977)
,볼륨 XIX(Volume 19) – (General Bibliography (Revised Edition) 1990)
,볼륨 XX(Volume 20) – (General Index 1979)

## 같이 보기
- 분석심리학 논문집